# Islas Vanuatu
Las islas Vanuatu (antes llamadas Nuevas Hébridas) son un grupo de islas de Oceanía situadas en el océano Pacífico Sur. Administrativamente todo el grupo forma el país homónimo de Vanuatu.

## Topografía
El archipiélago comprende 83 islas, con 2.528 km de costa y una superficie total de 14 760 km², ligeramente mayor que países como Montenegro o Bahamas. Solamente 65 de las islas están habitadas. Catorce de las islas tienen una superficie de más de 100 km²; en orden descendente, son: Espíritu Santo, Malakula, Erromango, Éfaté, Ambrym,  Ambae o Aoba, Tanna, Pentecostés, Epi, Vanua Lava, Gaua, Maewo, Malo y Anatom o Aneityum. 
En su entorno inmediato se encuentra el archipiélago de las islas Salomón, la isla de Nueva Caledonia y algo más alejado Australia. Dos de las islas, Matthew y Hunter, son también reclamadas por el departamento francés de ultramar de Nueva Caledonia.
Las islas Vanuatu son un archipiélago montañoso de origen volcánico, con estrechas llanuras costeras. La costa es principalmente rocosa, con coral, y sin plataforma continental, lo que causa que desaparezca rápidamente en las profundidades del océano. La mayoría de las islas son inclinadas, con suelo inestable, y poca agua fresca permanente. 
La mayor ciudad del país es la capital Port Vila, situada en la isla de Éfaté, seguida de Luganville, situada en la isla de Espíritu Santo. 
La más alta de todas las montañas del grupo es el monte Tabwemasana, con 1877 m, situado en la isla de Espíritu Santo, la mayor del archipiélago. 
Vanuatu es famosa por una ecorregión terrestre, llamado las selvas de Vanuatu. Es parte de la ecozona de Australasia, que también incluye las vecinas Nueva Caledonia y las Islas Salomón, así como también Australia, Papúa Nueva Guinea y Nueva Zelanda.

## Clima
El clima es tropical o subtropical, moderado, de mayo a octubre, por los vientos alisios del sureste. Los riesgos naturales incluyen los ciclones tropicales o tifones, de diciembre a abril, y la actividad volcánica a veces causa terremotos, por el momento sin consecuencias de importancia. 

## Recursos naturales
El manganeso, la madera y el pescado son los principales recursos. En 1993, el 75 % de su superficie terrestre estaba cubierta por selvas y bosques, el 10 % se dedicaba a los cultivos y un 2 %, cada uno, a pastos permanentes y otras tierras de cultivo. Una estimación de 2005 reflejaba que solo el 9 % de la tierra se usaba para la agricultura (7 % permanente, 2 % tierra arable). 
La mayoría de la población no tiene acceso a un abastecimiento confiable de agua potable. La deforestación es otra de las principales preocupaciones en las islas y Vanuatu ha suscrito muchos de los acuerdos internacionales de protección del medio ambiente, incluidos los acuerdos sobre diversidad biológica, el cambio climático, la desertificación, las especies amenazadas, los vertidos marinos, la protección de la capa de ozono y sobre buques anticontaminantes. 
En aplicación de la ley del Mar, Vanuatu reclama 24 millas náuticas de la zona contigua, 12 millas náuticas de mar territorial, y 200 millas náuticas de plataforma continental y zona económica exclusiva.